# 블린크시아 칼리포르니카
블린크시아 칼리포르니카(Blinksia californica)는 진정홍조강 돌가사리목에 속하는 홍조류의 일종이다. 블린크시아과(Blinksiaceae)와 블린크시아속(Blinksia)의 유일종이다. 북아메리카의 캘리포니아주 지역 등에서 발견된다.